# Ian Turnbull
Ian Wayne Turnbull, född 22 december 1953, är en kanadensisk före detta professionell ishockeyback som tillbringade tio säsonger i den nordamerikanska ishockeyligan National Hockey League (NHL), där han spelade för Toronto Maple Leafs, Los Angeles Kings och Pittsburgh Penguins. Han producerade 440 poäng (123 mål och 316 assists) samt drog på sig 736 utvisningsminuter på 628 grundspelsmatcher.
Turnbull spelade även för New Haven Nighthawks och Baltimore Skipjacks i American Hockey League (AHL); Oklahoma City Blazers i Central Hockey League (CHL) samt Canadien junior de Montréal och Ottawa 67's i OHA-Jr.
Han draftades av Toronto Maple Leafs i första rundan i 1973 års draft som 15:e spelare totalt.
Turnbull är den enda ishockeybacken som har gjort minst fem mål i en och samma NHL-match, det hände den 2 februari 1977 när Toronto Maple Leafs besegrade Detroit Red Wings med 9–1. Han blev samtidigt den enda ishockeyspelaren som har gjort fem mål på fem skott. Målrekordet har upptagits i Guinness rekordbok.

## Statistik
| 1969–1970      | Canadien junior de Montréal | OHA-Jr.        | 53  | 4   | 21  | 25  | 88  | 16 | 3  | 3  | 6  | 8  |
| 1970–1971      | Canadien junior de Montréal | OHA-Jr.        | 59  | 17  | 45  | 62  | 85  | 11 | 3  | 8  | 11 | 6  |
| 1971–1972      | Canadien junior de Montréal | OHA-Jr.        | 63  | 34  | 48  | 82  | 85  | —  | —  | —  | —  | —  |
| 1972–1973      | Ottawa 67's                 | OHA-Jr.        | 60  | 31  | 50  | 81  | 98  | 9  | 6  | 10 | 16 | 8  |
| 1973–1974      | Toronto Maple Leafs         | NHL            | 78  | 8   | 27  | 35  | 74  | 4  | 0  | 0  | 0  | 8  |
| 1974–1975      | Toronto Maple Leafs         | NHL            | 22  | 6   | 7   | 13  | 44  | 7  | 0  | 2  | 2  | 4  |
|                | Oklahoma City Blazers       | CHL            | 8   | 2   | 1   | 3   | 15  | —  | —  | —  | —  | —  |
| 1975–1976      | Toronto Maple Leafs         | NHL            | 76  | 20  | 36  | 56  | 90  | 10 | 2  | 9  | 11 | 29 |
| 1976–1977      | Toronto Maple Leafs         | NHL            | 80  | 22  | 57  | 79  | 84  | 9  | 4  | 4  | 8  | 10 |
| 1977–1978      | Toronto Maple Leafs         | NHL            | 77  | 14  | 47  | 61  | 77  | 13 | 6  | 10 | 16 | 10 |
| 1978–1979      | Toronto Maple Leafs         | NHL            | 80  | 12  | 51  | 63  | 80  | 6  | 0  | 4  | 4  | 27 |
| 1979–1980      | Toronto Maple Leafs         | NHL            | 75  | 11  | 28  | 39  | 90  | 3  | 0  | 3  | 3  | 2  |
| 1980–1981      | Toronto Maple Leafs         | NHL            | 80  | 19  | 46  | 66  | 104 | 3  | 1  | 0  | 1  | 4  |
| 1981–1982      | Toronto Maple Leafs         | NHL            | 12  | 0   | 2   | 2   | 8   | —  | —  | —  | —  | —  |
|                | Los Angeles Kings           | NHL            | 42  | 11  | 15  | 26  | 81  | —  | —  | —  | —  | —  |
|                | New Haven Nighthawks        | AHL            | 13  | 1   | 7   | 8   | 4   | 3  | 0  | 0  | 0  | 0  |
| 1982–1983      | Pittsburgh Penguins         | NHL            | 6   | 0   | 0   | 0   | 4   | —  | —  | —  | —  | —  |
|                | Baltimore Skipjacks         | AHL            | 13  | 3   | 8   | 11  | 10  | —  | —  | —  | —  | —  |
| NHL totalt     | NHL totalt                  | NHL totalt     | 628 | 123 | 316 | 440 | 736 | 55 | 13 | 32 | 45 | 94 |
| AHL totalt     | AHL totalt                  | AHL totalt     | 26  | 4   | 15  | 19  | 14  | 3  | 0  | 0  | 0  | 0  |
| OHA-Jr. totalt | OHA-Jr. totalt              | OHA-Jr. totalt | 235 | 86  | 164 | 250 | 356 | 36 | 12 | 21 | 33 | 22 |